# Burghausen
Burghausen è una città tedesca che fa parte del circondario di Altötting, situato nel land della Baviera.

## Geografia fisica
Burghausen sorge sulle rive del fiume Salzach, presso il confine con l'Austria ad un'altitudine che va dai 360 ai 480 m s.l.m.

### Comuni confinanti
- Burgkirchen an der Alz
- Haiming
- Hochburg-Ach (Alta Austria)
- Mehring
- Santa Redegonda (Alta Austria)

### Frazioni
Burghausen conta 33 frazioni:
| - Aching - Auberg - Bergham - Burghausen - Eisenhammer - Fuchshausen - Gries - Hasen - Holzham | - Jägerbauer - Kupferhammer - Laimgruben - Lehner - Lindach - Marienberg - Moosbrunn - Neuhaus - Oberhadermark | - Papiermühle - Pfaffing - Pfram - Pritzl - Pulvermühle - Raitenhaslach - Sägmeister - Scheuerhof - Schreiner | - Silmoning - Stacherl - Stadl - Tiefenau - Trutzhof - Unterhadermark |

## Monumenti e luoghi d'interesse
Poco interessata dal turismo di massa, ospita numerose opere e luoghi interessanti.
- Rocca e castello di Burghausen, svetta sopra l'abitato della città vecchia, ad un'altezza di 420 m s.l.m. e con i suoi 1051 m di lunghezza è la rocca abitata "più lunga del mondo", secondo il Guinness dei primati.[3] Essa consiste in sei edifici fortificati costruiti, salvo poche eccezioni, in travertino. Gran parte degli edifici e del carattere dell'intero complesso edilizio risalgono ai tempi della residenza fortificata della linea dinastica della Bassa Baviera dei Wittelsbach, soprattutto dal 1480 fino al 1503. All'interno ospita la Staatsgemäldesammlung, raccolta di dipinti, porcellane, arredi e reperti archeologici.
- Santuario dell'Assunta, risalente all'inizio della seconda metà del XVIII secolo, chiesa rococò costruita da Franz Alois Mayr
- Chiesa di san Giacomo, grosso edificio religioso risalente al 1140. Inizialmente eretta in stile romanico, fu più volte ristrutturata finché, a seguito di un crollo, fu ricostruita nel XIX secolo in stile neogotico.
- Antichi magli, i più antichi d'Europa tuttora in funzione
- Abbazia di Raitenhaslach, antica abbazia benedettina risalente al XII secolo

## Festival del Jazz e laStreet of fame

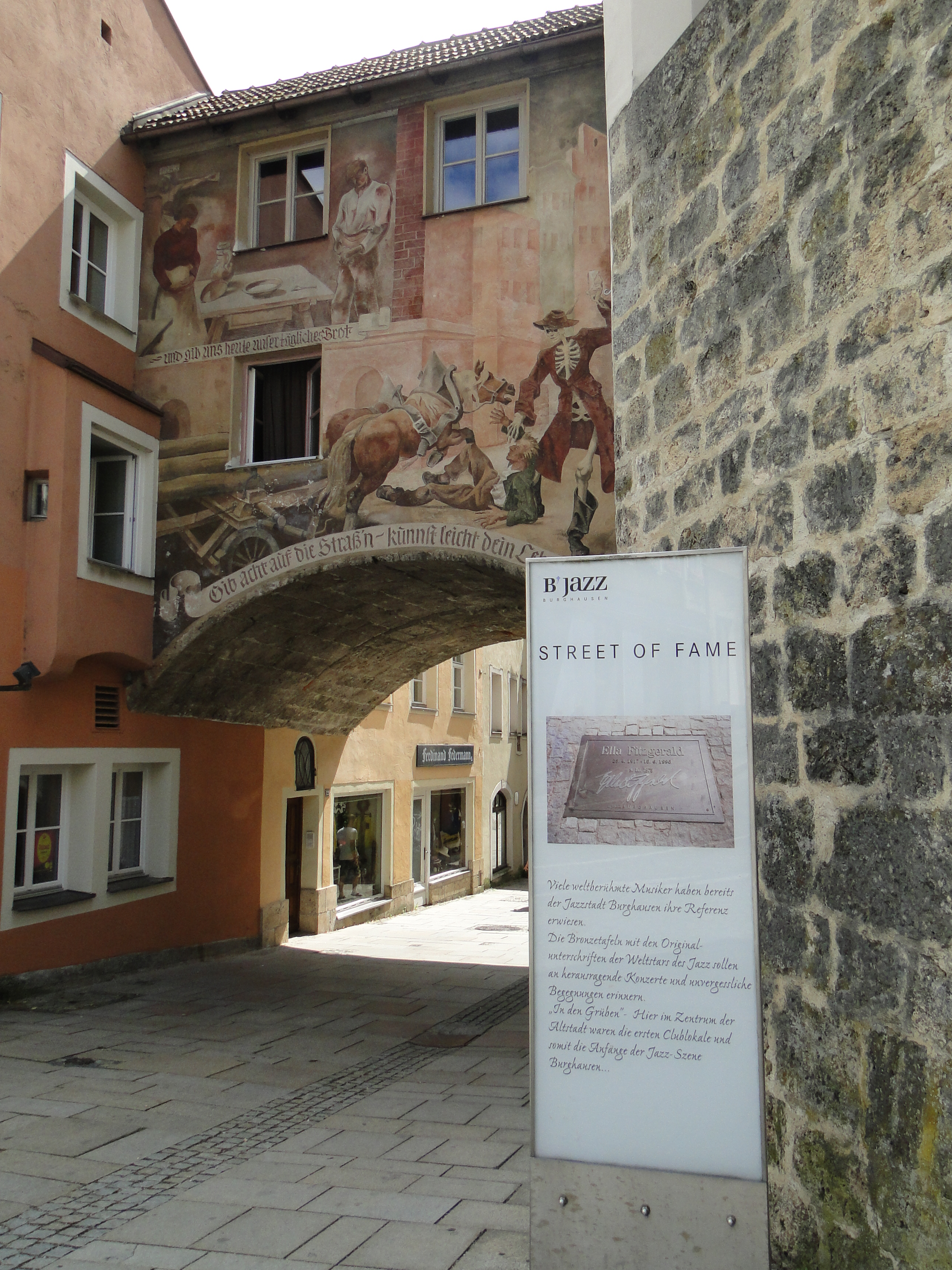
Inizio della Street of Fame

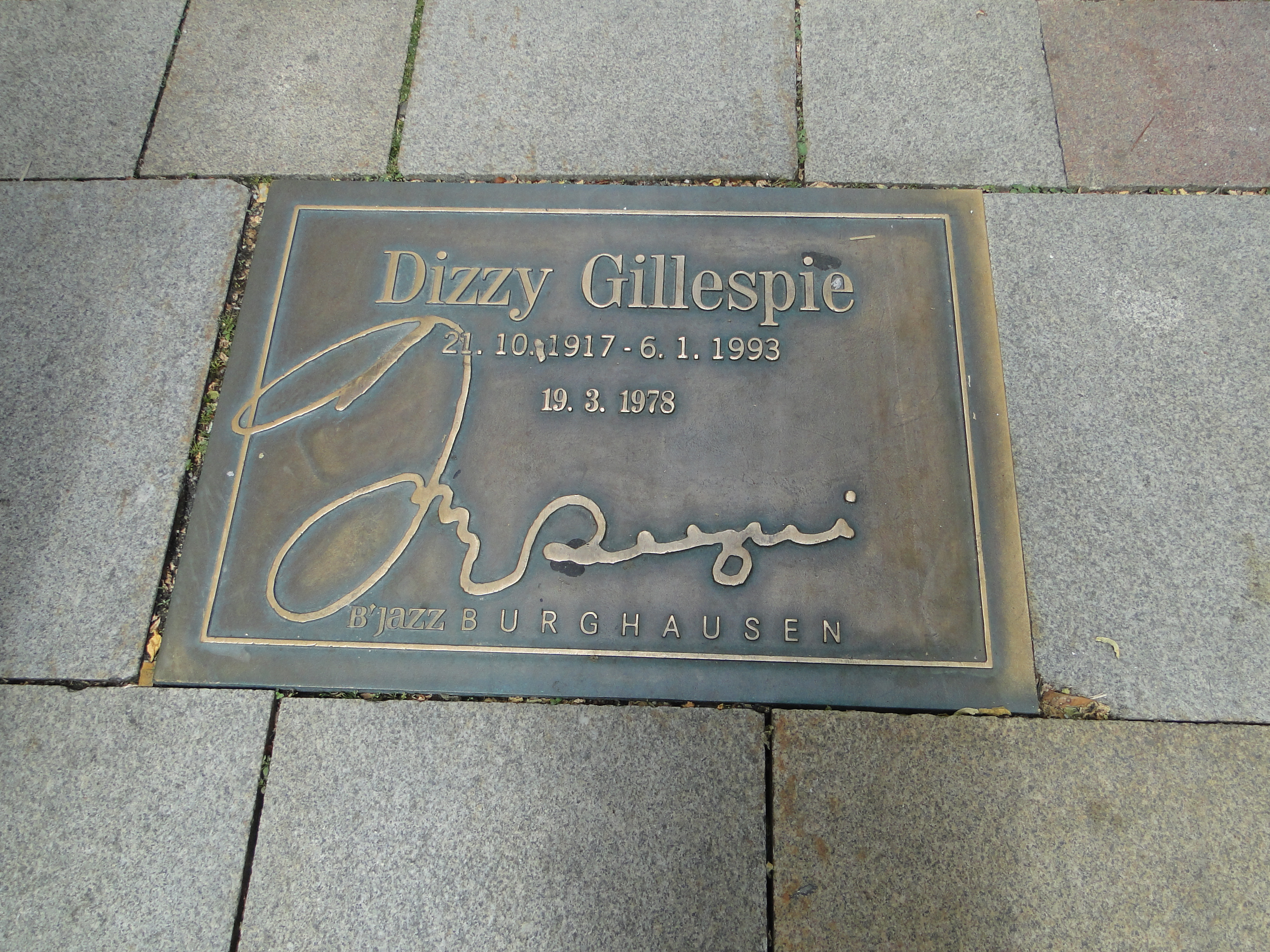
Targa di Dizzy Gillespie

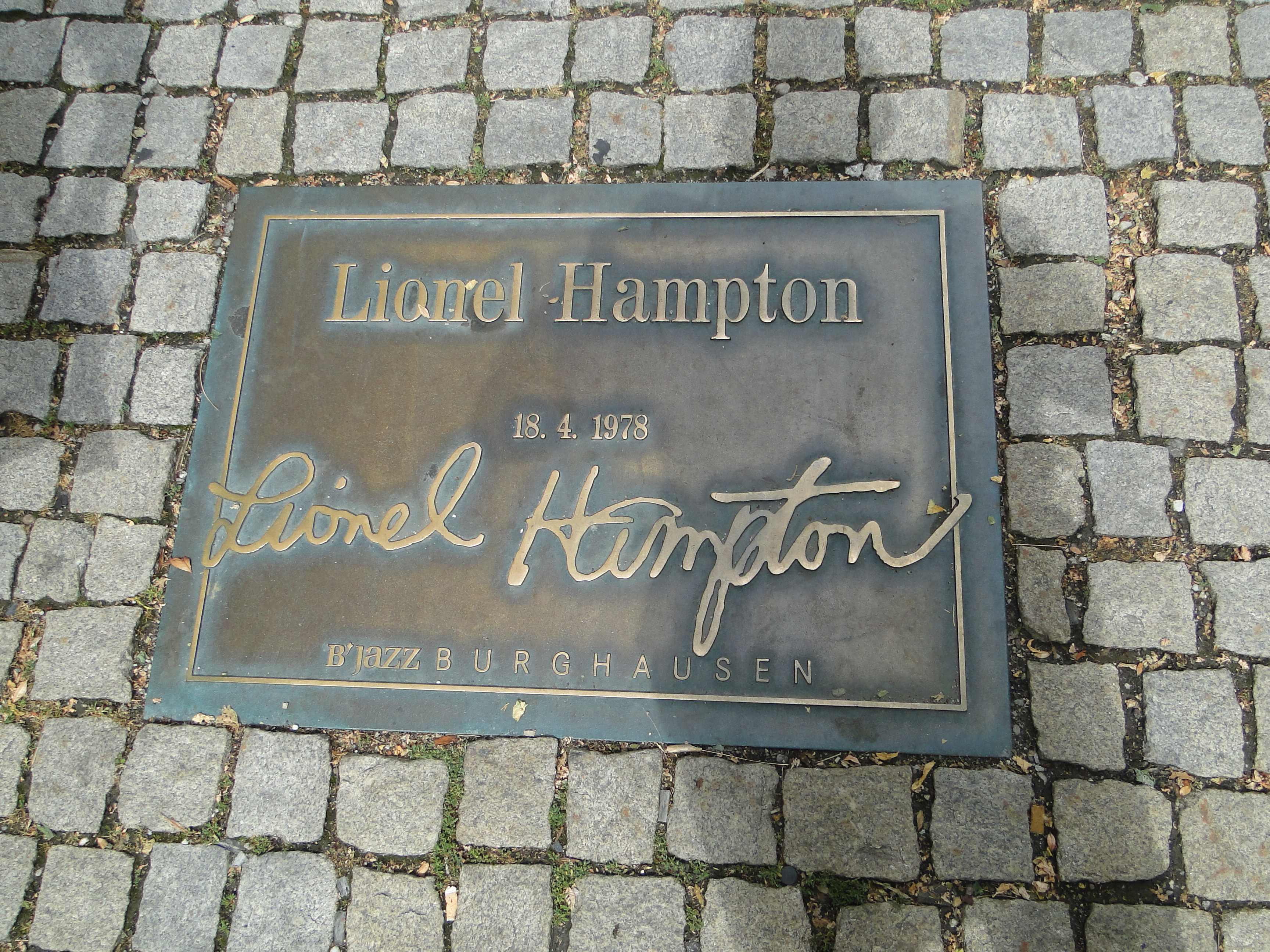
Targa di Lionel Hampton

Fin dal 1970 si svolge a Burghausen annualmente, in primavera l'Internationale Jazzwoche Burghausen (Settimana Internazionale del Jazz di Burghausen).  Fin dall'inizio questo festival ebbe un successo di risonanza mondiale e presto fu frequentato dalle più famose star mondiali del jazz: solisti, orchestre e cantanti.
Nella parte bassa della città, parallela al corso del fiume Salzach, dalla piazza principale (Stadtplatz) fino alla Mautnerstraße, corre la via In der Grüben, nel centro della cui pavimentazione sono cementate piastre metalliche riportanti in rilievo nome, cognome, date anagrafiche, data di partecipazione al festival e firma, degli artisti più famosi che hanno preso parte al festival stesso. Per questo, il tratto di via che porta queste targhe è detto Street of Fame.

## Sport
La locale squadra di calcio è il Sportverein Wacker Burghausen.

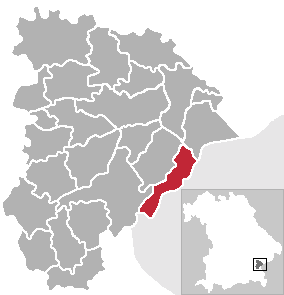
Collocazione della città

## Amministrazione

### Gemellaggi
Burghausen è gemellata con:
- Fumel, dal 1975
- Ptuj, dal 2001
- Hohenstein-Ernstthal, dal 2002
- Sulmona, dal 2006

Inoltre ha stabilito un rapporto di amicizia con:
- Austria: Schwechat (Bassa Austria)
- Giappone: Minakuchi